# Fannia discoculea
Fannia discoculea är en tvåvingeart som beskrevs av Xue 1998. Fannia discoculea ingår i släktet Fannia och familjen takdansflugor.
Artens utbredningsområde är Xinjiang (Kina). Inga underarter finns listade i Catalogue of Life.